# Allilek magnezu
Allilek magnezu, seskwiwęglik magnezu, Mg
2C
3 – nieorganiczny związek chemiczny magnezu z grupy allilków.

## Otrzymywanie
Pierwsze metody otrzymywania allilku magnezu z przełomu XIX i XX w. polegały na ogrzewaniu magnezu z węglem, gazem koksowniczym lub różnymi związkami organicznymi
Współcześnie otrzymuje się go w reakcji pyłu magnezowego z metanem lub pentanem w temp. ok. 700 °C:
10Mg + 3C
5H
12 → 5Mg
2C
3 + 18H
2↑
Możliwa jest też synteza z MgO i metanu, jednak ze względu na wymaganą wysoką temperaturę procesu, 1400 °C, jest to metoda mało praktyczna:
2MgO + 3CH
4 → Mg
2C
3 + 2H
2O↑ + 4H
2↑

## Budowa
Ma strukturę krystaliczną zawierającą trójwęglowe liniowe łańcuchy [C=C=C]4−
 skoordynowane z jonami Mg2+
. Jon poliwęglowy ma strukturę izoelektronową z [N=N=N]−
, [N=C=N]2−
 i [N=B=N]3−
, jednak wiązania C−C w allilku magnezu mają charakter głównie kowalencyjny. Ich długości wynoszą 133,2 pm, co jest o 5 pm więcej niż w allenie. Takie skrócenie wiązań jest cechą odwrotną niż w węglikach C2−
2 i jest tłumaczone występowaniem wiązań mostkowych z magnezem.

## Właściwości chemiczne
Allilek magnezu w temperaturze >700 °C ulega rozkładowi do pierwiastków. W kontakcie z wodą ulega gwałtownej hydrolizie z wydzieleniem propadienu (allenu, H
2C=C=CH
2) i propynu (metyloacetylenu, H
3C−C≡CH):
Mg2C3 + 2H2O → C3H4↑ + 2MgO (lub Mg(OH)2)
Podobne trójwęglowe węglowodory powstają podczas ogrzewania mieszaniny Mg2C3 z halogenkami amonu:
Mg2C3 + 4NH4X → C3H4↑ + NH3↑ + 2MgX2
X = F, t = 130 °C
X = Cl, t = 290 °C
X = Br, t = 450 °C (produkty gazowe nie scharakteryzowane)
Reakcje te proponowane są jako metody preparatywne otrzymywania C3H4. Powstające halogenki magnezu można bezpośrednio wykorzystać do uzyskania metalicznego magnezu w typowym procesie elektrolitycznym (w przeciwieństwie do tlenku lub wodorotlenku magnezu powstających podczas hydrolizy allilku); z magnezu z kolei można odtworzyć Mg2C3.